# Festival de Málaga 2008
La 11ª edición del Festival de Málaga se celebró del 4 al 12 de abril de 2008 en Málaga, España.

## Jurados

### Sección oficial
- Guy Braucourt - Presidente
- Bernardo Bonezzi
- Charo Izquierdo
- Richard Peña
- Mate Cantero
- Juan Diego
- Eliseo Subiela

### Sección oficial cortometrajes y Zona Zine
- Guillermo Hernaiz - Presidente
- Manuela Velasco
- Mario Vaquerizo
- Manuela Vellés
- José Battaglio

## Palmarés

### Largometrajes sección oficial
- Biznaga de Oro a la mejor película: 3 días, de Francisco Javier Gutiérrez
- Biznaga de Plata. Premio Especial del Jurado: Todos estamos invitados, de Manuel Gutiérrez Aragón
- Biznaga de Plata a la mejor dirección: Silvia Munt, por Pretextos
- Biznaga de Plata a la mejor actriz: Ana Fernández, por Bienvenido a Farewell-Gutmann
- Biznaga de Plata al mejor actor: Javier Cámara, por Fuera de carta
- Biznaga de Plata a la mejor actriz de reparto: Mariana Cordero, por 3 días
- Biznaga de Plata al mejor actor de reparto: Óscar Jaenada, por Todos estamos invitados
- Biznaga de Plata al mejor guion "Premio Egeda": Jaime de Armiñán y Eduardo de Armiñán, por 14, Fabian Road
- Premio “Alma” al mejor guionista novel: Juan Velarde y Francisco Javier Gutiérrez, por 3 días
- Biznaga de Plata a la mejor música: Mikel Salas, por Bienvenido a Farewell-Gutmann
- Biznaga de Plata a la mejor fotografía: David Omedes, por Pretextos
- Biznaga de Plata al mejor vestuario: Pepe Reyes, por Enloquecidas
- Biznaga de Plata al mejor maquillaje: Anabel Beato y Yolanda Piña, por 3 días
- Biznaga de Plata del Público: Cobardes, de José Corbacho y Juan Cruz
- Biznaga de Plata al Premio de la Crítica: Cobardes, de José Corbacho y Juan Cruz

### Zona Zine

#### Largometrajes
- Biznaga de Plata a la mejor película: Un novio para Yasmina, de Irene Cardona
- Premio 'Alma' al mejor guion: Ciro Altabás, por Hobby
- Biznaga de Plata Premio del Público: Un novio para Yasmina, de Irene Cardona
- Biznaga de Plata a la mejor dirección: Dany Saadia, por 3:19
- Biznaga de Plata a la mejor actriz: María Luisa Berroel, por Un novio para Yasmina
- Biznaga de Plata al mejor actor: Miguel Ángel Silvestre, por Zhao

#### Cortometrajes
- Biznaga de Plata a la mejor película: Alumbramiento, de Eduardo Chapero-Jackson
- Biznaga de Plata Premio del Jurado: Miente, de Isabel de Ocampo
- Biznaga de Plata a la mejor actriz: Sandra Ferrus, Nadia de Santiago, Ana Wagener y Pilar Castro, por Test
- Biznaga de Plata al mejor actor: Javier Batanero, por Unday
- Biznaga de Plata Premio del Público: Paseo, de Arturo Ruiz Serrano
- Mención Especial: 
  - Vestido nuevo, de Sergi Pérez
  - Un hombre tranquilo, de Arantzazu Gómez Bayón
  - Las horas muertas, de Haritz Zubillaga

### Documental
- Biznaga de Plata al mejor documental: Fotografías de Andrés di Tella
- Biznaga de Plata Premio Especial del Jurado: Náufragos. Vengo de un avión que cayó en las montañas de Gonzalo Arijón
- Biznaga de Plata Premio del Público: Náufragos. Vengo de un avión que cayó en las montañas de Gonzalo Arijón

## Premiados
- Premio Retrospectiva: Mario Camus
- Premio Málaga: Concha Velasco
- Premio Ricardo Franco: Luis San Narciso
- Premio Eloy de la Iglesia: Fernando Fernán Gómez